# Чемпионат СССР по боксу 1933
Чемпионат СССР по боксу 1933 года — 2-й чемпионат СССР по боксу проходил с 13 по 16 апреля в Минске. В лично-командном первенстве принимали участие 40 боксёров из 5 городов страны. Чемпионат проходил по круговой системе с формулой встреч 3 раунда по 3 минуты.

## Медалисты
| Весовая категория           | Золото                                   | Серебро                            | Бронза                                   |
| --------------------------- | ---------------------------------------- | ---------------------------------- | ---------------------------------------- |
| Наилегчайший вес (до 51 кг) | Артём Арутюнов «Динамо», Ростов-на-Дону  | Василий Серов «Динамо» (Ленинград) | Аркадий Бакман «Динамо» (Одесса)         |
| Легчайший вес (до 54 кг)    | Александр Ксенофонтов «Динамо» (Москва)  | В. Ильинский РККА (Ленинград)      | Давид Фидлер Профсоюзы (Харьков)         |
| Полулёгкий вес (до 57 кг)   | Сергей Целовальников «Динамо» (Москва)   | Андрей Щупак ВМФ (Ленинград)       | Андрей Папьян «Динамо» (Ереван)          |
| Лёгкий вес (до 60 кг)       | Виктор Шилягин «Динамо», Ленинград       | А. Андреев «Динамо» (Москва)       | Павел Солониченко РККА (Харьков)         |
| Полусредний вес (до 67 кг)  | Герман Тимофеев «Динамо» (Ленинград)     | Евгений Киреев Профсоюзы (Москва)  | В. Смирнов РККА (Харьков)                |
| Средний вес (до 73 кг)      | Константин Лебедев Профсоюзы (Ленинград) | В. Ермаков Профсоюзы (Москва)      | А. Касьяненко Профсоюзы (Ростов-на-Дону) |
| Полутяжёлый вес (до 81 кг)  | Виктор Михайлов «Динамо» (Москва)        | Николай Беляев «Моряк» (Ленинград) | —                                        |
| Тяжёлый вес (свыше 81 кг)   | Анатолий Булычёв «Динамо» (Москва)       | К. Ячменёв «Динамо» (Ленинград)    | В. Янкович Профсоюзы (Одесса)            |

### Командный зачёт
1. Москва;
2. Ленинград;
3. Украина;
4. Северный Кавказ;
5. Закавказская СФСР.